# Lumacra marona
Lumacra marona är en fjärilsart som beskrevs av William Schaus 1906. Lumacra marona ingår i släktet Lumacra och familjen säckspinnare. Inga underarter finns listade i Catalogue of Life.